# AM-Herculis-Stern

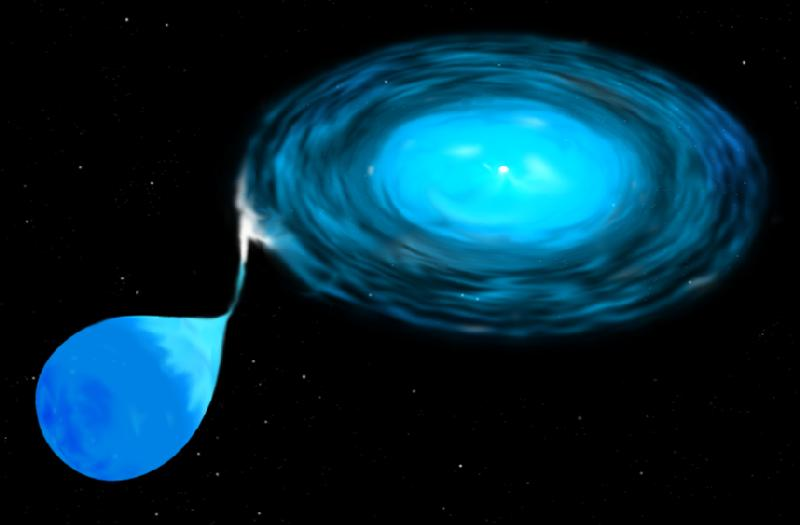
Doppelsternsystem mit Weißem Zwerg (in der Mitte der Scheibe) und Materiestrom

Als AM-Herculis-Sterne (engl. Polars, GCVS-Systematikkürzel: AM) werden kataklysmisch veränderliche Doppelsterne (CVs) bezeichnet, in denen die Geometrie des Massentransfers durch das starke Magnetfeld des akkretierenden Weißen Zwerges stark beeinflusst wird.

## Eigenschaften
Die Feldstärke in diesen Systemen ist hoch (zwischen 7 und 230 Megagauß) – genug, um die Rotationsbewegung des Weißen Zwerges mit der Bahnbewegung zu synchronisieren. Diese gebundene Rotation und das Fehlen einer Akkretionsscheibe ist Merkmal dieses Doppelsterntyps. Dagegen kann in den ebenfalls magnetischen DQ-Herculis-Sternen (engl. intermediate polars) der Weiße Zwerg frei rotieren und das Magnetfeld ist in der Regel nicht stark genug, die Bildung einer Akkretionsscheibe zu verhindern.
Wie in den nicht magnetischen CVs verliert der massearme Hauptreihenstern gasförmige Materie über den inneren Lagrange-Punkt, die aber nach ballistischem Fall an die Magnetfeldlinien des Weißen Zwergs ankoppelt und in eine oder mehrere Polregionen umgelenkt wird. Beim radialen Aufprall auf den Weißen Zwerg entsteht eine Schockwelle, die sich auf mehrere Millionen Kelvin aufheizt. Das heiße Plasma in der Akkretionsregion hat eine Ausdehnung von einigen hundert Kilometern. Die dort abgestrahlte Leuchtkraft von einigen 1032 Erg pro Sekunde wird vor allem als infrarote und optische Zyklotronstrahlung sowie Röntgenbremsstrahlung freigesetzt.
Das Licht der AM-Herculis-Sterne im infraroten und optischen Spektralbereich ist aufgrund der Zyklotronstrahlung stark (bis zu 30 %) linear und zirkular polarisiert, was diesen Objekten in Analogie zu den Pulsaren den Beinamen „Polar“ einbrachte. Die Intensität in allen Spektralenbereichen ist in der Regel aus geometrischen Gründen stark über der Rotationsperiode des Weißen Zwerges moduliert. Neben der primären Strahlung aus der Akkretionsregion sind reprozessierte Strahlungskomponenten aus dem Akkretionsstrom und der beleuchteten Seite des Begleitsterns nachweisbar.
Die Umlauf- bzw. Rotationsperioden der ca. 90 bekannten AM-Herculis-Sterne liegen zwischen 78 Minuten und 14 Stunden, wobei mehr als die Hälfte aller Perioden unterhalb von 2 Stunden beobachtet wird.
Der Massentransfer in AM-Herculis-Sternen kann sich in unregelmäßigen oder zyklischen Abständen über Wochen oder Jahre hinweg stark verringern. Dabei fällt parallel zur Röntgenhelligkeit auch die optische Helligkeit ab. In diesen sogenannten „low-states“ können die Photosphären der sonst überstrahlten Doppelsternkomponenten beobachtet werden. Dabei schwankt die Akkretionsrate typischerweise zwischen 10−10 im aktiven Status und 10−13 Sonnenmassen pro Jahr im ruhigen Status. Als Ursache der Veränderungen in der Massentransferrate zwischen den beiden Sternen wird entweder ein Sternfleck am inneren Lagrange-Punkt des roten Zwergs vermutet oder eine Änderung in der Konfiguration des Magnetfelds in den Doppelsternsystemen.
Die Röntgenstrahlung der Polare besteht aus einer harten und einer weichen Komponente. Die harte Komponente mit Energien oberhalb von 2 keV wird direkt von dem Plasma in der Schockfront abgestrahlt. Die weiche Komponente mit Energien zwischen 30 und 50 Elektronenvolt ist reprozessierte Strahlung aus der Umgebung der magnetischen Pole.

### Vorkommen in Sternkatalogen
Der General Catalogue of Variable Stars listet aktuell lediglich etwa 20 Sterne mit dem Kürzel AM, womit 0,04 % aller Sterne in diesem Katalog zur Klasse der AM-Herculis-Sterne gezählt werden.

## Ursprung des Magnetfeldes
Bei isolierten Weißen Zwergen zeigen circa 10 % eine magnetische Flussdichte von mehr als 1 Megagauß. Ursprünglich wurde angenommen, dass es sich um fossile Felder aus den chemisch seltsamen Bp- und Ap-Sternen handelt, aber die Dichte dieser Sterne liegt Größenordnungen unterhalb den bei Weißen Zwergen beobachteten 10 %. Unter den kataklysmischen Veränderlichen dagegen gehören circa 25 % dieser Doppelsterne zu den Polaren oder intermediate Polaren. Wahrscheinlich entstehen die Magnetfelder während der gemeinsamen Hüllenphase, wenn sich der spätere Weiße Zwerg zu einem Roten Riesen entwickelt und soweit ausdehnt, dass der Begleitstern innerhalb seiner Atmosphäre umläuft. Das Dynamofeld wird durch die Bewegung des Begleiters generiert und bleibt später im Kern des Roten Riesen, der sich nach dem Abwurf seiner Atmosphäre in einen Weißen Zwerg entwickelt, eingefroren. In Abhängigkeit vom Abstand der beiden Sterne, dem Weißen Zwerg und seinem Begleitstern nach der gemeinsamen Hüllenphase bildet sich entweder ein Polar, ein Prepolar oder bei einer Verschmelzung der beiden Sterne ein massiver magnetischer Weißer Zwerg. Bei Prepolaren findet nur ein geringer Massenaustausch statt durch eine Windakkretion vom Begleitstern zum Weißen Zwerg. Die Akkretionsraten erreichen nur Werte von circa 10−13 Sonnenmassen pro Jahr und bewirken in der Folge einen abgekühlten Weißen Zwerg mit Temperaturen unterhalb von 10.000 K sowie wenn überhaupt nur eine schwache Röntgenstrahlung. Der Prototyp der Prepolaren ist WX LMi. Die Prepolaren sind nur schwer von Polaren in ihrem low-state zu unterscheiden.

## Bekannte AM-Herculis-Sterne
AM Herculis, AN Ursae Majoris, HU Aquarii, UZ Fornacis, V1309 Orionis, EP Draconis, EF Eridani, AR Ursae Majoris